# (2791) Paradise
(2791) Paradise (1977 CA) – planetoida z pasa głównego asteroid okrążająca Słońce w ciągu 3,71 lat w średniej odległości 2,4 j.a. Odkryta 13 lutego 1977 roku.